# К-317 «Пантера»
К-317 «Пантера» — советская и российская многоцелевая атомная подводная лодка проекта 971 «Щука-Б», заводской номер 822, седьмой корабль проекта.

## История
Заложена 6 ноября 1986 года, 10 марта 1987 года включена в списки кораблей ВМФ СССР, спущена на воду 21 мая 1990 года, введена в строй 27 декабря 1990 года, вошла в состав 24-й дивизии подводных лодок. Пункт базирования — Гаджиево.
Первоначально «Щуки-Б» несли только тактические номера, но 10 октября 1990 года главнокомандующий ВМФ СССР В. Н. Чернавин подписал приказ о присвоении К-317 имени «Пантера» в честь подводной лодки «Пантера» типа «Барс», открывшей в 1919 году боевой счёт подводников Красного флота.
В 1993 году под руководством капитана I ранга Василия Михальчука экипаж К-317 «Пантера» завоевал приз главкома ВМФ и занял первое место в ВМФ по противолодочной подготовке.
В 1996 году во время боевого похода в результате аварии холодильной системы в отсеки стал поступать фреон, экипаж смог без всплытия самостоятельно ликвидировать неисправность.
В январе 1999 года командир К-317 «Пантера» капитан 1-го ранга Сергей Справцев удостоен звания Героя России.
До конца 1990-х совершила 2 боевых похода и выполнила поисковую операцию.
Подводной лодке требовалась замена аккумуляторной батареи, требовался ремонт ГАК.
2 ноября 2006 года, при проведении сварочных работ в третьем отсеке возник пожар. Двое пожарных отравились продуктами горения.
В ходе ремонта были модернизированы гидроакустический комплекс, аппаратура связи и управления.
28 января 2008 года после завершения ремонта принята в боевой состав ВМФ. Вошла в состав 24-й дпл 12-й Эскпл СФ с базированием в бухте Ягельная губы Сайда.

## Командиры
1. Михальчук В. В. (28.09.1987 — 30.12.1993)
2. капитан 1-го ранга Справцев С. В. (17.12.1993 — 17.02.1999)
3. Вакуленко Э. А. (26.04.1995 — 22.06.2000)
4. Кириченко Ю. А. (30.06.2000 — 18.03.2002)
5. Кабанцов К. П. (18.03.2002 — 17.06.2003)
6. Старшинов С. Е. (08.04.2005 — 06.04.2006)
7. Кильдеев О. Ф. (06.04.2006 — 31.05.2008)
8. Шпорт К. В. (31.05.2008 — 2010)